# بات ببكر
بات ببكر (بالإنجليزية: Pat Baker)‏ (25 نوفمبر 1962 في الولايات المتحدة - ) هو مدرب كرة قدم ولاعب كرة قدم أمريكي في مركز حراسة المرمى. لعب مع Saint Louis Billikens men's soccer ‏ وسَانت لويس ستيمرز ‏.